# Luciano Mora Osejo
Luciano Mora Osejo né en 1928  à Túquerres (Nariño) et mort le 14 octobre 2016 à Bogotá en Colombie, est un mathématicien et philosophe colombien. Il est aussi chercheur en sciences humaines, mathématiques appliquées, démographie, physique théorique, épistémologie, production agricole,. Il est l'un des premiers étudiants du mathématicien et physicien italien Carlo Federici Casa.

## Biographie
Luciano Mora Osejo diplômé en 1953, mathématicien de l'Université nationale de Colombie, il commence sa carrière d'enseignant en 1954 à l'Université nationale de Bogota. Entre 1957 et 1961, il parfait ses études en Allemagne, à l'université de Mayence et l'Université de Münster. Il obtient un poste de professeur dans les universités de Tunja, Pasto, Popayán, Ibagué et Manizales. En 1960 il est nommé maître du Département de mathématiques et  physique à l'Institut de technologie agricole de Nariño. En 1962, il devient doyen de la Faculté des sciences de l'éducation de l'Institut,

### Distinctions honorifiques
- 1970 : Il fonde le Centre Boltzmann et le Centre interdisciplinaire
- Il fonde la Faculté de Mathématiques de l'Université Marta-Abreu de Las Villas à Cuba.